# Maciej Góralski
Maciej Góralski, pseud. Magura (ur. 31 grudnia 1957 w Warszawie) – polski muzyk, tłumacz literatury buddyjskiej, orientalista, buddolog, autor tekstów, propagator buddyzmu.

## Życiorys
Był perkusistą zespołów: Walek Dzedzej Pank Bend, Kryzys, Deadlock, Bakszysz, Rastaar. Występuje też jako DJ.  Absolwent Wydziału Polonistyki UW oraz Podyplomowego Studium Muzeologii i Działalności Kulturalnej. W latach 1985–2023 pracował w Muzeum Azji i Pacyfiku, przez wiele lat pełniąc funkcję kustosza.
Przetłumaczył wiele książek buddyjskich, m.in. Dalaj Lamy oraz współpracuje z „Lampą” i „Machiną”. Był prezenterem Radiostacji i Radia Kampus, prowadził w Jazz Radiu przez 3 lata swoją autorską audycje muzyczną „Aksamitne podziemie”. Prowadził przez rok dwie audycje autorskie w Radio Roxy: Księga Przemian i Fakt Forever.
Założyciel grup Zemsta Beatników (2003) i 2nd Hand Beatnix (2005), wykonujących m.in. poezję bitników (m.in.: Ginsberg, Snyder, Kerouac).